# Aigen

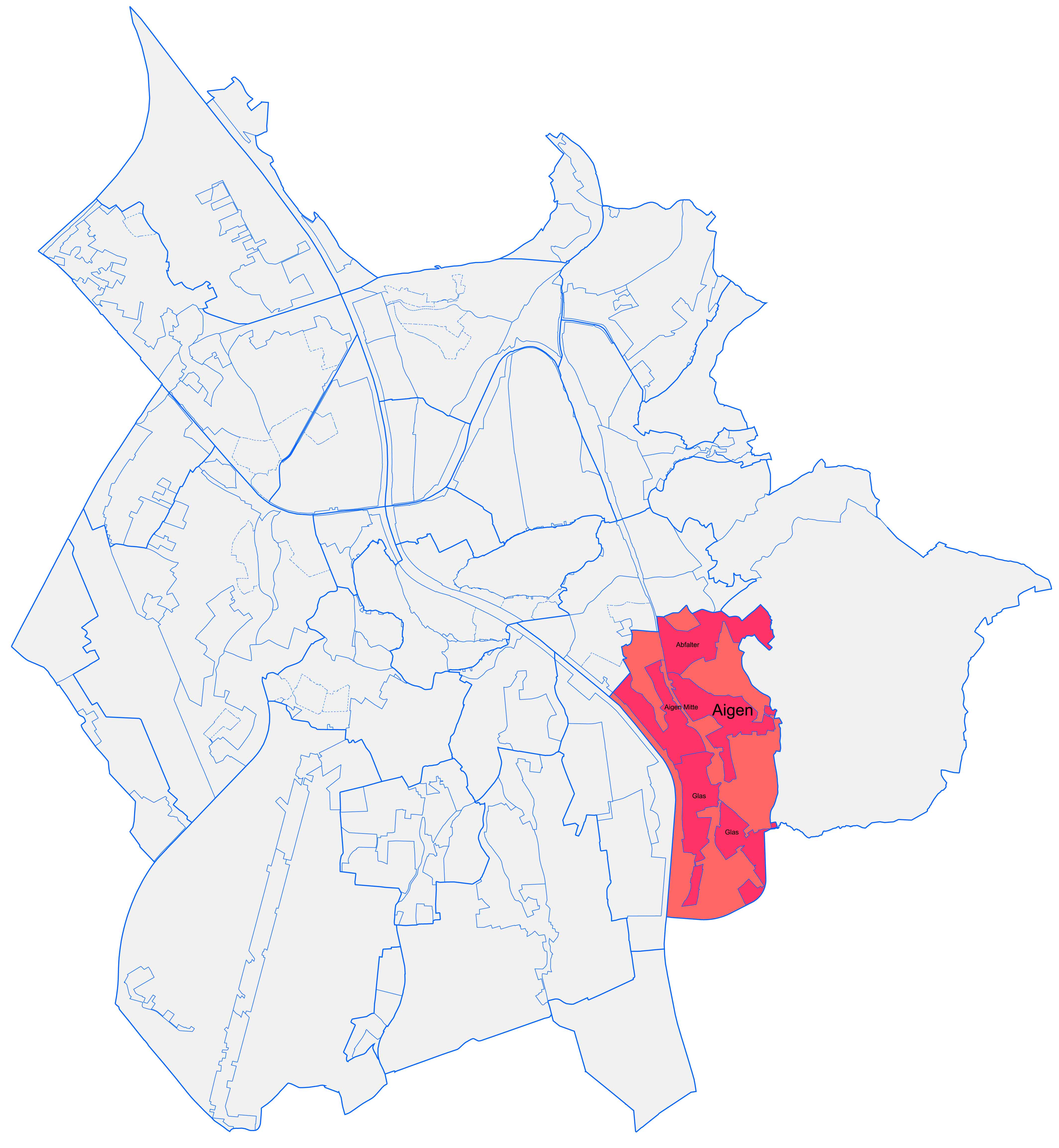
El distrito de Aigen

Aigen es un distrito ubicado en el extremo sureste de la ciudad de Salzburgo. Tiene una extensión de 355,6 hectáreas y alrededor de 10.000 habitantes. La comunidad local autónoma, constituida a partir del pueblo de Aigen en 1850, se formó en el área del vicariato parroquial de Aigen en ese momento. Parcialmente, el 1 de julio de 1935, y completamente el 1 de enero de 1939, fue incorporada a la ciudad de Salzburgo, mientras que una parte se unió a Elsbethen. Aigen cuenta con una amplia extensión de espacio natural, siendo considerado uno de los distritos residenciales más caros de la capital del estado, y es hogar de varias personalidades destacadas.

## Ubicación
Al norte de Aigen se encuentra el distrito de Parsch. La Nesselthalergasse y el espacio verde alrededor del antiguo conjunto agrícola Jägergut y la Fischbachvilla al oeste de la línea ferroviaria marcan la frontera con Parsch. Al este de la misma, se extiende el Preuschenpark alrededor del Abfalterhof y la Maria-Cebotari-Straße. Hacia el oeste, el río Salzach y hacia el este, el monte Gaisberg forman límites naturales.

## Toponimia
Sobre el nombre: "Aigen", en alto alemán antiguo "eigan", significa "tener, poseer" y se refiere, como sustantivo, principalmente a la propiedad raíz (heredada) o la posesión libre. En medio alto alemán, "Eigentuom" denota el derecho de posesión libre. Por lo tanto, un "Aigner" es un agricultor libre, no sujeto a impuestos.

## Historia
Aigen es principalmente un barrio de villas. La mayoría de estas villas, con sus extensos parques, se construyeron entre 1850 y 1914. Después de los disturbios de la Revolución de Viena de 1848 y, sobre todo, tras la construcción del Ferrocarril del Sur, un sentimiento de renovación en Salzburgo condujo a un frenesí de construcción. Los ciudadanos más acomodados querían vivir en Aigen como símbolo de estatus. Villas famosas incluyen el Grünbichlhof (construido en 1855), la Villa Schmederer (construida en 1887), las villas Honsig y Erlenburg, y sobre todo la Villa Walburga (construida en 1863), que fue renovada en 1883 y luego se llamó Villa Lamberg. En 1924, después de otra renovación, se hizo famosa como Villa Trapp, en parte gracias a la película "The Sound of Music". La conocida familia Trapp vivió en esta villa, que incluía no solo un extenso parque sino también una granja, hasta su emigración en 1938. De 1939 a 1945, la casa confiscada fue ocupada por el líder de las SS, Heinrich Himmler. En 1953, la Congregación de los Misioneros de la Preciosa Sangre compró esta villa.

## Cultura y Lugares de Interés

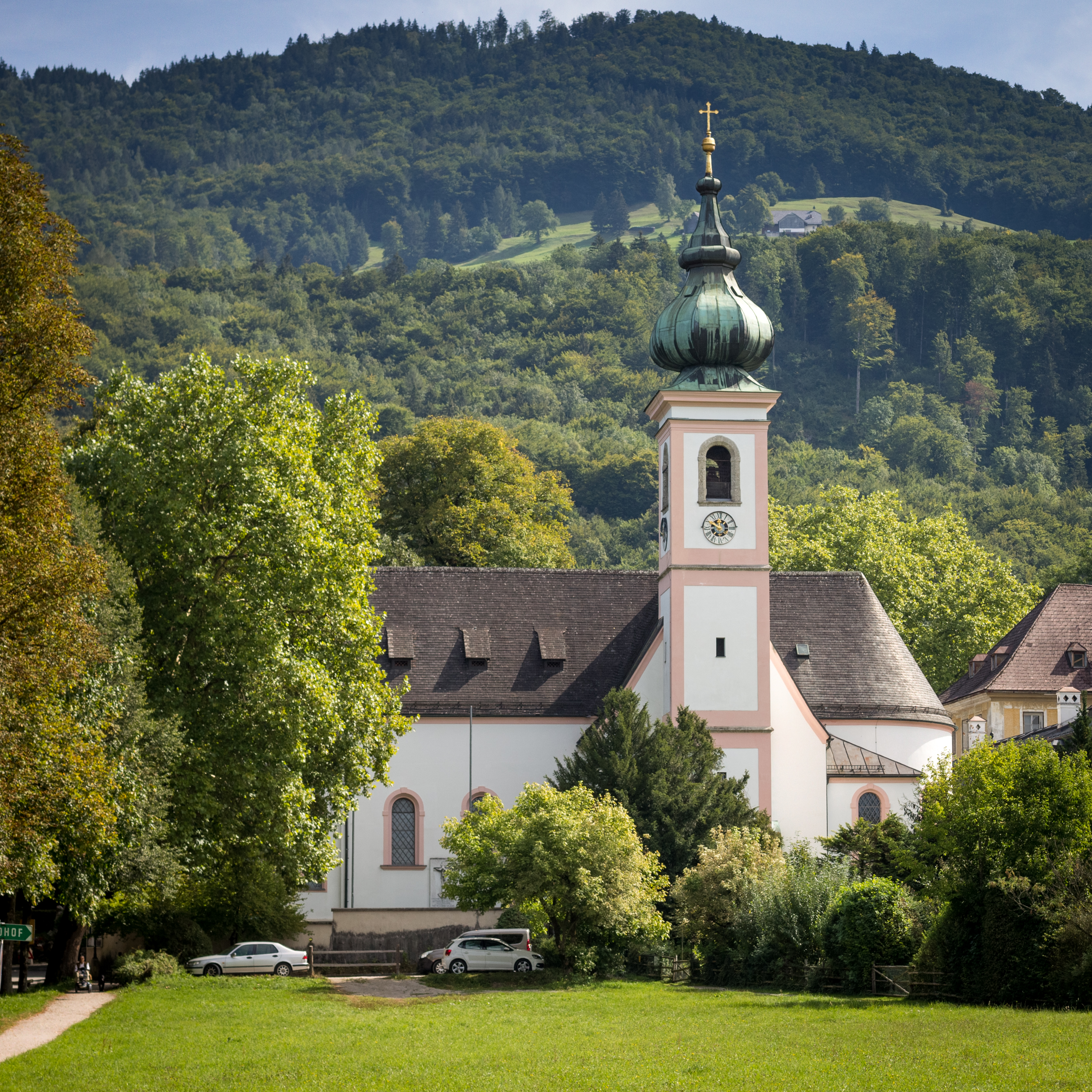
Iglesia parroquial de Aigen (Salzburgo)

### Iglesia de Aigen
La iglesia de Aigen, mencionada por primera vez en documentos durante una renovación en 1411 y dedicada a San Juan Bautista, fue originalmente una filial de la parroquia del Domo hasta 1852. Hasta 1689, era una iglesia puramente gótica. En los años previos a 1691, experimentó una transformación barroca, seguida en 1717 por la instalación del primer altar barroco. En 1852, la iglesia se convirtió en su propia parroquia. Entre 1909 y 1911, la iglesia de Aigen, que ya no cumplía con los requisitos de una parroquia urbana, fue sometida a una transformación completa, girándola sobre su propio eje y expandiéndola significativamente según los planos de Franz Wagner. En 1969, la iglesia fue restaurada por el arquitecto diocesano Pierich. En 2003, el organero Gaston Kern de Estrasburgo construyó un nuevo órgano con la colaboración artística del organista Stephan Aichinger. El órgano "Silbermann" es considerado una rareza en el panorama de los órganos de Salzburgo.

### Castillo de Aigen
El Castillo de Aigen se menciona como "Propiedad Libre" en posesión del capítulo de la catedral desde 1402 y se convirtió en una residencia noble en 1614. Durante la época barroca, el castillo perteneció a la familia noble Kuenburg. En 1804, fue adquirido por el canónigo salzburgués Ernst Fürst Schwarzenberg. El actual propietario es Landolf Graf Revertera, conocido también por su activa iniciativa de ayuda en Rumanía. Aunque el castillo estuvo desocupado durante mucho tiempo, fue restaurado con fondos públicos entre 2016 y 2018.

### El Parque Aigner
En la época de la Ilustración, alrededor de 1780, se creó el parque paisajístico inglés al este del Castillo Aigen, el cual fue significativamente ampliado en 1804 por el canónigo Ernst Fürst Schwarzenberg, ganando pronto fama internacional con sus púlpitos, glorietas, grutas, ermitas, pendientes boscosas, senderos serpenteantes, miradores, cañones, cascadas y puentes. Fue estilizado como un paraíso y reflejo de la gloria celestial. El Parque Aigner fue elogiado por muchos pintores y cantado por poetas en numerosas ocasiones. También se menciona detalladamente en muchos informes de viajes contemporáneos. El camino hacia Aigen y desde allí hasta la cima del monte Gaisberg se convirtieron en una especie de peregrinación. La Logia ilustrada pero militarmente estructurada de los "Illuminaten" (afines a la masonería) se reunía regularmente aquí. Las fuentes locales se consideraban curativas, dando lugar incluso a la creación de un balneario. El parque, con sus senderos, miradores, grutas y cascadas, representa uno de los monumentos más importantes de la jardinería del siglo XIX. En reconocimiento de su gran importancia cultural e histórica, el Parque Aigner también es una parte protegida del paisaje según la ley de conservación de la naturaleza de Salzburgo.

### El Cementerio Aigner
En el Cementerio Aigner El actual Cementerio Aigner, que antes se encontraba cerca de la Iglesia Aigner y ya se mencionaba en 1447, fue trasladado a su ubicación actual, es decir, alejado de la iglesia, en 1891 cuando el espacio alrededor de la iglesia se volvió insuficiente. Desde la anexión del distrito Aigen en 1939, este antiguo cementerio parroquial es gestionado por la ciudad de Salzburgo. En 1992/1993, el cementerio experimentó una ampliación significativa.

## Aigen y sus partes

### Glas
El núcleo de asentamiento más antiguo en el actual distrito de Aigen es Glas, cuyo nombre podría derivar de la antigua designación romana "glasa". Glas se encontraba en la antigua vía romana que iba desde Salzburgo hacia el sur, pasando por Cuccule (Kuchl) hasta Teurnia (cerca de Spittal) y luego hacia Aquileia. En 1868, se encontró un cuenco roto con un relieve de delfín en la villa romana de Salzburg-Glas (Aigen) (Museo de Salzburgo). Las primeras menciones del lugar Glasa datan de alrededor de 790 (donación del duque de Baviera Theotbert al Monasterio Nonnberg). En la Edad Media, Glas era un pintoresco pueblo agrícola, situado de manera segura contra inundaciones en el cono de deyección del Gaisberg, cuya parte más elevada se llamaba Oberndorf.
En la actualidad, Glas y el área de Glasenbach están ampliamente integrados con Elsbethen. La antigua Oberndorf y las pendientes pertenecen a Elsbethen, pero el centro educativo de las Ursulinas aún está en el área del municipio de Salzburgo (códigos postales 5026 Salzburg-Aigen, 5061 Salzburg o 5061 Elsbethen-Glasenbach). Es importante destacar que Glas está ubicado junto al arroyo Glasbach, mientras que Glasenbach se encuentra junto al arroyo Klausbach, cuyo nombre anterior también era Glasenbach (Glasenbachklamm).

## Edificaciones en Glas

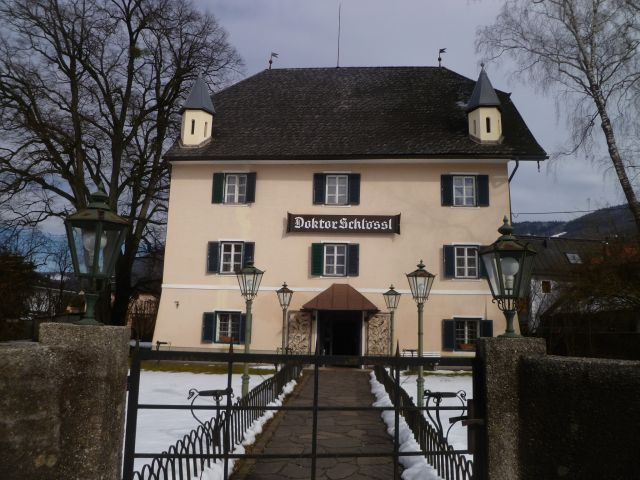
Doktorschlössl

### Doktorschlössl
El edificio más antiguo conservado en el pueblo de Glas es el Doktorschlössl, la antigua residencia Radaun, mencionada por primera vez en posesión del Monasterio Nonnberg en 1116. Aquí vivió la hija casada del maestro de obras de la catedral, Santino Solari. Villa Stolz, construida en 1845, demolida en 1997. Villa Phillips (posteriormente Villa Horvath), construida en 1853 (fuera del área urbana cerrada). 
La propiedad se menciona en 1116 como parte del Monasterio Nonnberg. El nombre del Schlössl se atribuye al propietario Franz Mayr alrededor de 1670, médico de alto rango del Príncipe-Arzobispo Wolf Dietrich von Raitenau. En la actualidad, alberga un hotel de tres estrellas. El Schlössl, con su apariencia cúbica, consta de tres pisos y en las esquinas tiene cuatro pequeñas torrecillas hexagonales, que datan de la renovación realizada en 1879 por el Barón von Fuchs.

### Aigen Centro
La zona central de Aigen se desarrolló en gran parte entre el Castillo Aigen y la estación de tren de Aigen, construida en 1876, como un distrito de villas que surgió con una construcción inicialmente dispersa entre 1850 y 1914. Inicialmente, prominentes figuras como el canónigo Stolz, el pintor Johann Fischbach y algunas damas de la emperatriz viuda Carolina-Augusta (quien pasó varios veranos en Aigen) construyeron aquí sus villas en un estilo de construcción generoso y espacioso. La urbanización a gran escala, especialmente en las áreas cercanas al río Salzach en Aigen Centro, comenzó después de 1950.

### Villas en Aigen Centro
- Villa Lanser-Gyllenstorm, construida en 1862/63.
- Villa Kummer (más tarde Villa Schönburg-Hardtenstein), construida en 1922.
- Villa Coudenhove I (más tarde Villa Salm), construida en 1856.
- Villa Coudenhove II (más tarde Villa Reedl), construida en 1861.
- Villa Walburga (diseñada por el arquitecto Valentin Ceconi), posteriormente conocida como Villa Lamberg (por V. Ceconi), luego Villa Trapp, construida en 1863.
- Villa Fackler (más tarde también Villa Fux), construida en 1901.
- Waldvilla Fürst Schwarzenberg, construida en 1886 (fuera del área urbana cerrada).

### Abfalter
La palabra "apfalter" es un término en medio alto alemán (de ahd. affrolta), que se utilizaba en esa época junto con la palabra "apfelboum" y significaba 'manzano'. En el paisaje de setos de Aigen-Abfalter, el manzano silvestre (la forma silvestre de la manzana) era común en el pasado. Tal vez un manzano cultivado también dio nombre a este antiguo paisaje cultural.
El barrio de Abfalter se desarrolló significativamente después de la Segunda Guerra Mundial. Alrededor de 1900, en el centro del barrio, en medio de un gran parque, solo se encontraba la Villa Preuschen. Esta villa fue construida después de 1887 en un estilo tardohistoricista. Anteriormente, en este lugar rodeado de campos productivos, estaba, entre otras cosas, una antigua finca agrícola, el Abfaltergut, que probablemente fue construido en 1635. Las explotaciones agrícolas locales fueron cada vez más rodeadas por las crecientes áreas de asentamiento.
Hoy en día, el Parque Preuschen es en parte un parque público. En Abfalter, también hay una escuela primaria y un jardín de infantes municipal (Dr.-Petter-Straße 19 y 21). Las calles cercanas al río Salzach en Abfalter llevan el nombre de famosos escultores.

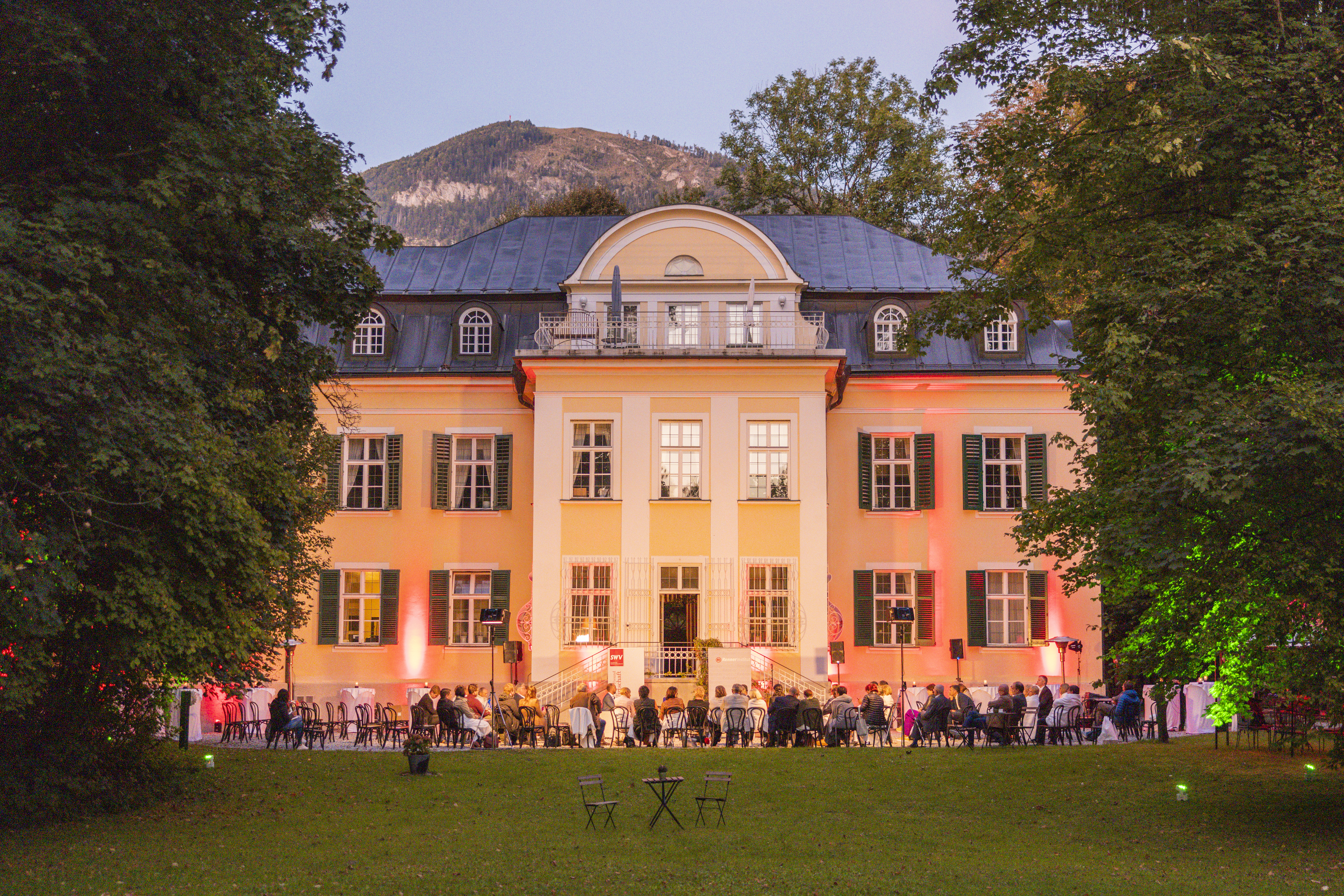
Villa Trapp en Salzburgo

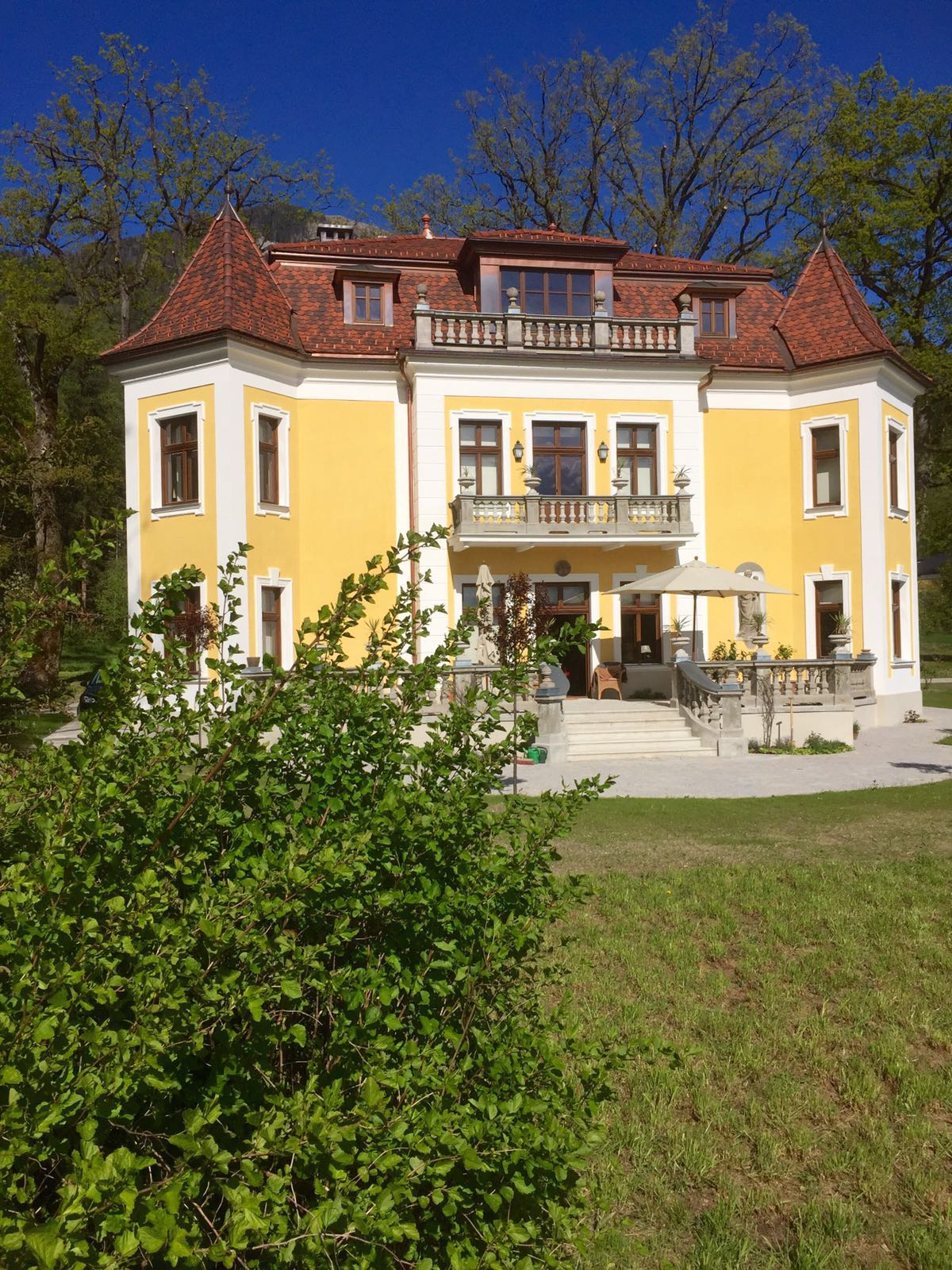
Vista frontal de la Villa Erlenburg

### Villas en Abfalter
- Abfalterhof: En su forma original, al menos se remonta al siglo XVII o XVIII. En 1909, la finca fue vendida a Clemens Freiherr von Preuschen. El conjunto de edificaciones incluye una casa de campo, un antiguo establo y una vivienda. Muchos detalles de la antigua finca se han conservado.
- Villa Jany (Villa Ornig), construida en 1884, remodelada en 1903.
- Villa Erlenburg, construida en 1906.
- Villa Rudholzer (Villa Attems), construida en 1904, demolida en 1975.
- Villa Joachim (Villa Künßberg) (Ernst-Grein-Str. 6, Villa Schmerling): Construida alrededor de 1860 para el conocido violinista Joseph Joachim. A partir de 1863, Joachim pasó cada verano en esta villa, una estructura interesante del primer historicismo que también se volvió significativa como residencia del artista. En 1869, Johannes Brahms y Clara Schumann visitaron al virtuoso del violín para tocar música junto con Joseph Joachim, incluyendo el cuarteto de cuerda op. 51 en la menor. En 1870, Brahms volvió a visitar al violinista para revisar nuevamente su cuarteto de cuerda.
- Villa Bellegarde (Villa Grein, Villa Preuschen), construida en 1860, demolida en 1963.
- Grünbichlhof (Villa Kahlenbeck), construida en 1855.
- Villa Hahn (Villa Thurn und Taxis), construida en 1854, demolida en 1960.
- Villa Trapp, también conocida como Villa Walburga o Villa Lamberg debido a sus propietarios anteriores, es una atracción turística en el distrito de Aigen (Traunstraße 36) de la ciudad capital de Austria, Salzburgo.

### Castillo de Aigen

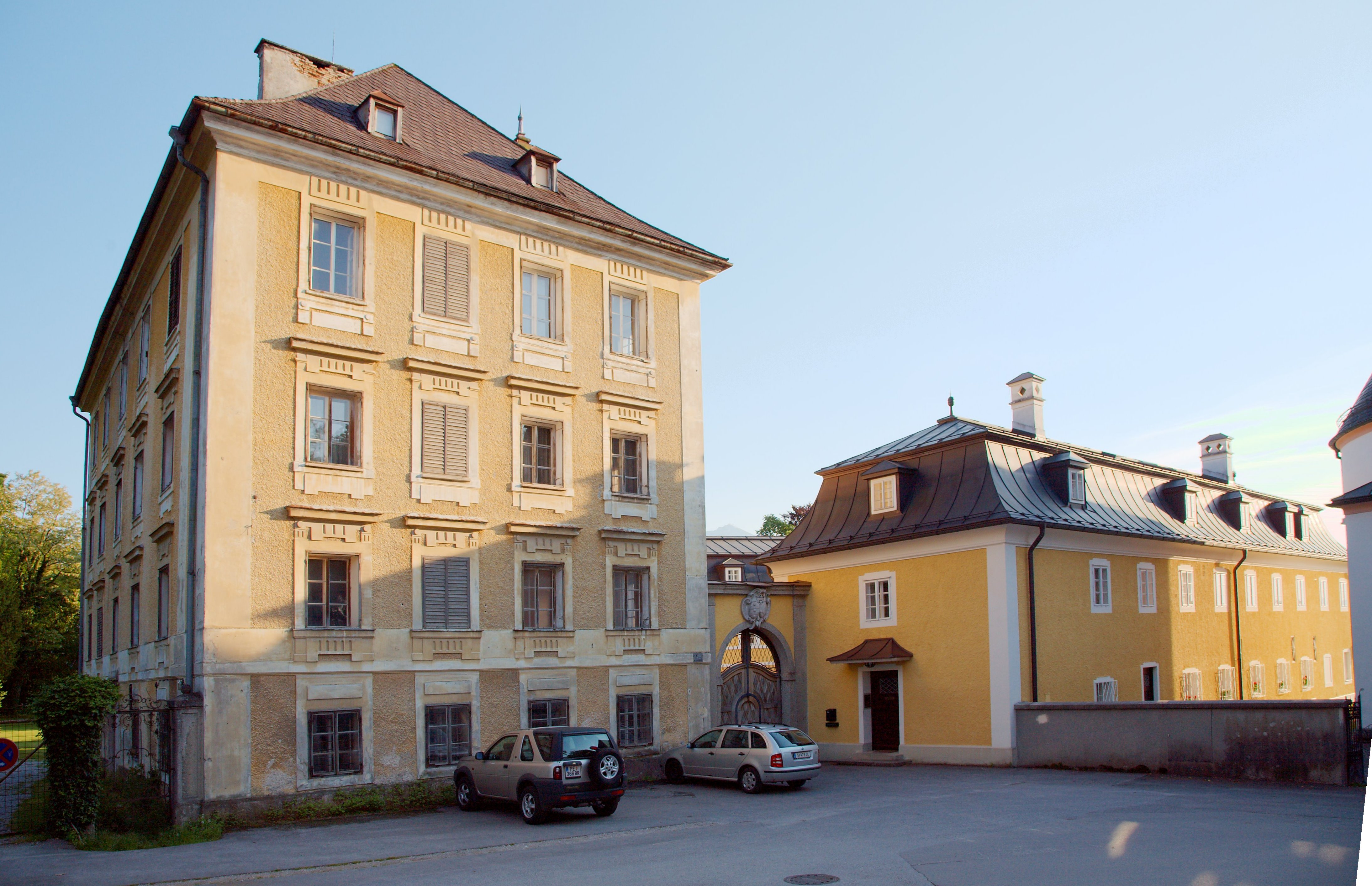
Castillo de Aigen en Salzburgo

El Castillo de Aigen en Salzburgo es mencionado por primera vez en 1402 como un "dominio libre" en posesión del capítulo catedralicio. Entre sus propietarios se encontraban Levin von Mortaigne (siglo XVII), los Barones de Pranckh, a partir de 1673 Johann Josef Graf Kuenburg y más tarde Ernst Fürst Schwarzenberg. En el siglo XVIII, fue el punto de encuentro de la Orden de los Illuminati. Se trata de un edificio de tres a cuatro pisos con una fachada de estilo neoclásico, que incluye una torre. En el parque que rodea el castillo, se encuentran varias edificaciones auxiliares.

### Transporte

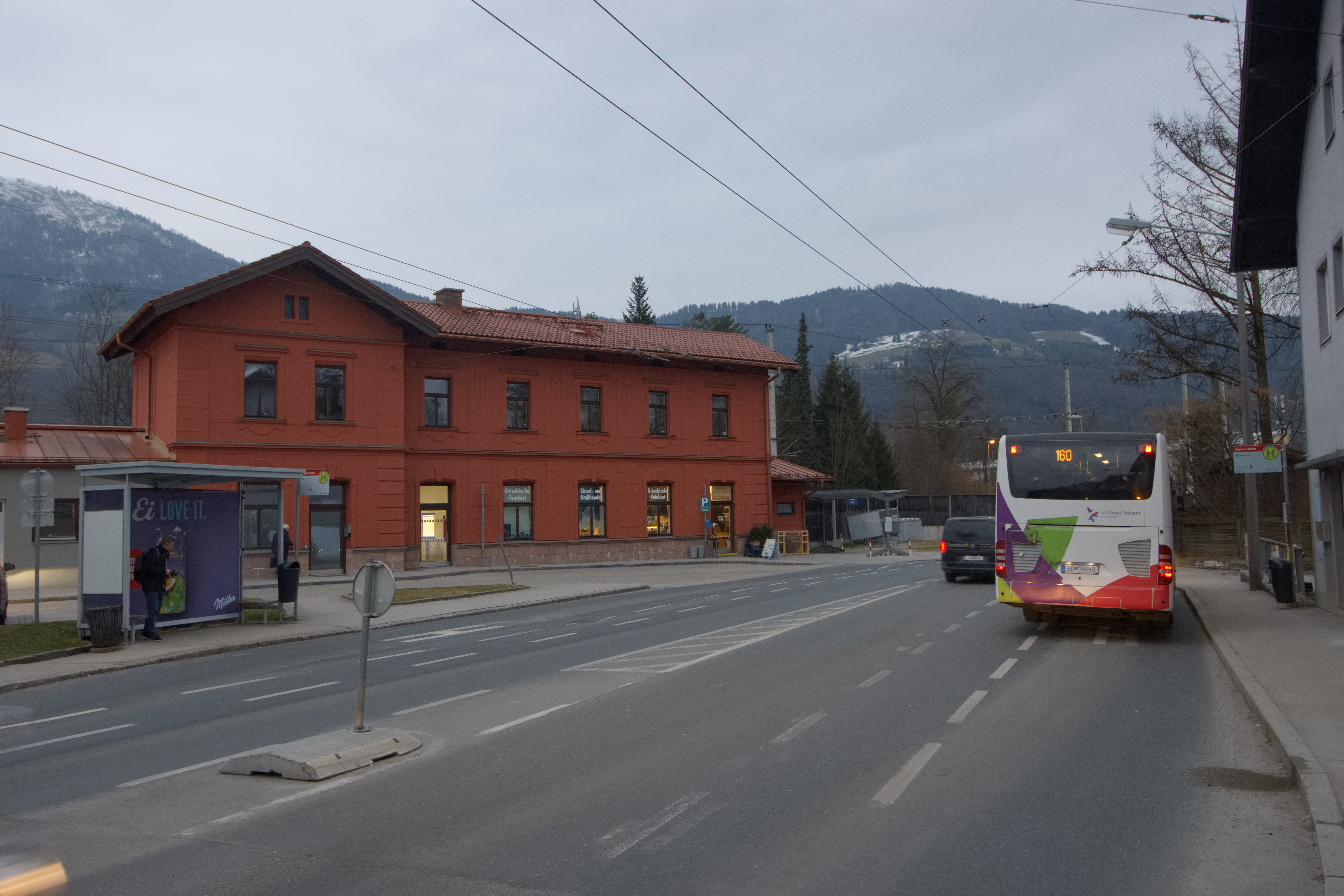
Parada de autobús postal hacia Hallein vía Puch bei Hallein y Oberalm.

Autobús regional de la línea 160 en la Aigner Straße frente a la estación de tren de Aigen Aigen cuenta con la segunda estación de tren más antigua aún en funcionamiento en la capital del estado. Actualmente, solo es atendida cada media hora por la línea S3 del tren urbano de Salzburgo. Además, el distrito está conectado a la red de transporte público mediante la línea de trolebús 7 y la línea de autobús regional 160.
La Aigner Straße, junto con la Alpenstraße, constituye la conexión más importante hacia el sur, en dirección al Tennengau. Para peatones y ciclistas, a lo largo del río Salzach, el Ignaz-Rieder-Kai se extiende hasta Elsbethen y más allá. También se ha señalizado otra ruta ciclista a través del distrito hacia Parsch y más allá.
La estación de tren Salzburg Aigen en este distrito se encuentra en Salzburg-Tiroler-Bahn y en el lado de la calle en Aigner Straße. Cuenta con trenes de la línea S3 del S-Bahn y es una parada de la línea 7 de trolebús de Salzburgo y de los autobuses postales en dirección a Hallein. - Parada de autobús postal hacia Hallein vía Puch bei Hallein y Oberalm.

### Instalaciones

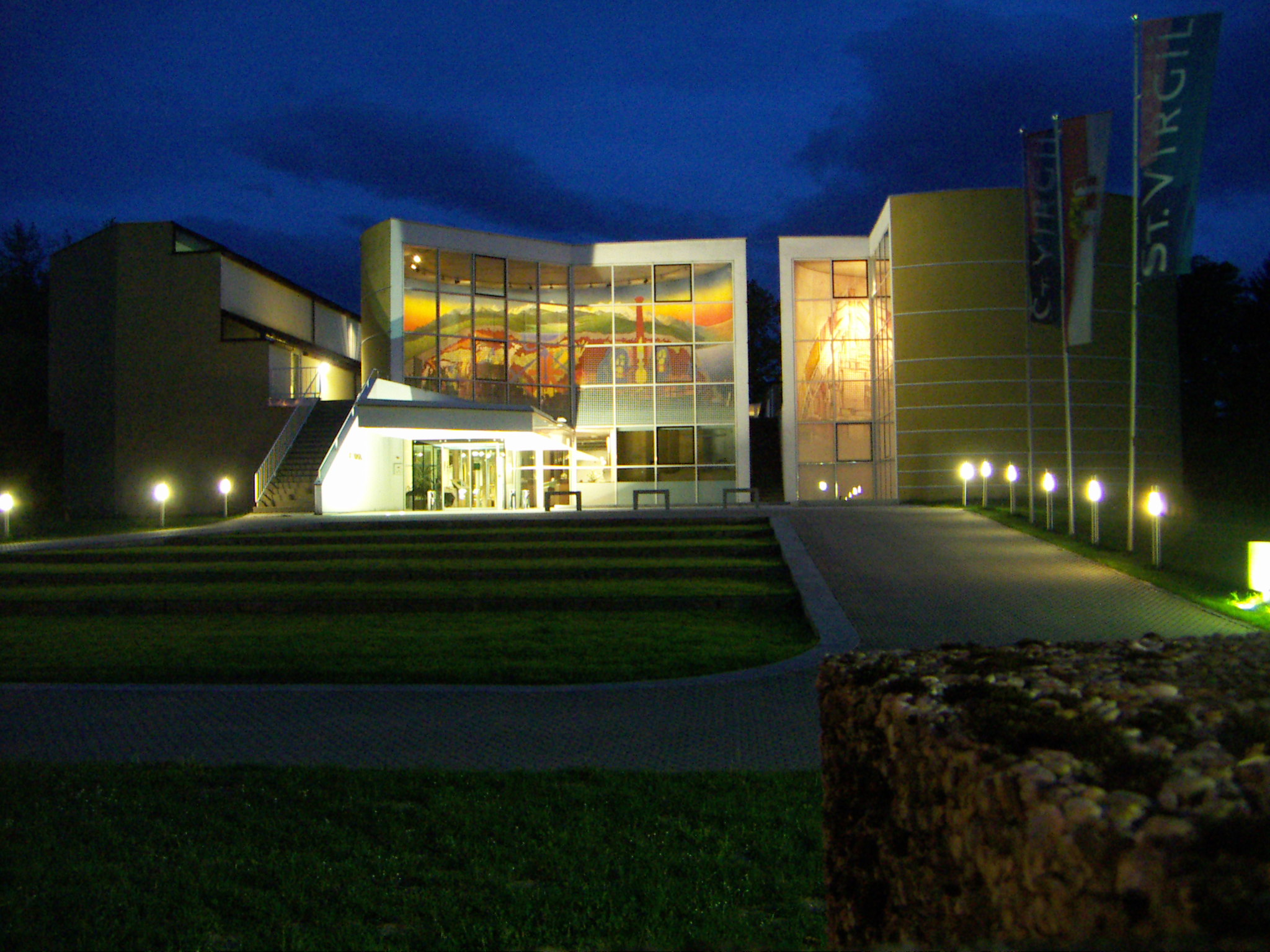
Centro educativo St. Virgil de Salzburgo, entrada principal, a la izquierda el estudio de aprendizaje con un mural de Peter Pongratz, a la derecha la capilla con un mural de Josef Mikl

En Aigen se encuentran, entre otras cosas: el centro educativo San Virgilio de la Arquidiócesis de Salzburgo, el Diakonie-Zentrum Salzburg con su iglesia adjunta, el escenario de ensayo del Teatro Estatal de Salzburgo, así como el camping Schloss Aigen y el cementerio judío de Salzburgo. St. Virgil Salzburg es el centro educativo, centro de conferencias y hotel de la Arquidiócesis de Salzburgo en el distrito Aigen de Salzburgo. Lleva el nombre de San Virgilio. El edificio de Wilhelm Holzbauer, inaugurado en 1976, es uno de los ejemplos más destacados de la construcción de centros de educación pública en la historia de la arquitectura reciente.

## Personalidades
- Albert Birkle (* 1900 en Berlín; † 1986 en Salzburgo), pintor, su villa está en el Gersbergweg.
- Johann Fischbach (* 1797 en Graveneck; † 1871 en Múnich), pintor paisajista, construyó la Fischbachvilla en Aigen.
- Hans Hauser (* 1911 en Aigen bei Salzburg; † 1974 en Salzburgo), esquiador de la década de 1930.
- Max Hauser (* 1912 en Aigen bei Salzburg; † 1983 en Salzburgo), esquiador de la década de 1930.
- John Heartfield (* 1891 en Berlín; † 1968 en Berlín Este), artista alemán de fotomontaje y escenógrafo; parte de su infancia la pasó en Aigen.
- Wieland Herzfelde (* 1896 en Weggis/Suiza; † 1988 en Berlín), publicista, autor y editor alemán; pasó su infancia en Aigen.
- Hermann Joseph Hinterstoisser (* 1861 en Aigen bei Salzburg; † 1932 en Defreggen/Osttirol), cirujano, jefe de médicos, teniente coronel y director de hospital en Teschen; hermano de Franz Hinterstoisser.
- Franz Hinterstoisser (* 1863 en Aigen bei Salzburg; † 1933 en Viena), pionero de la aviación austriaca.
- Simon Rettenpacher (* 1634 en Aigen; † 1706 en Kremsmünster), dramaturgo, lírico, historiador y cronista.
- Franz Seywald (* 1891 en Aigen; † 1944 en Salzburgo), funcionario estatal. Lelio Spannocchi (* 1911 en el Castillo Aigen; † 1986 en Sarleinsbach); diputado al Consejo Nacional del ÖVP.
- Emil Spannocchi (* 1916 en el Castillo Aigen; † 1992 en Wiener Neustadt); general austriaco.
- Johann Hell (maestro desde 1852 en Aigen, otorgado por la comunidad en octubre de 1883).
- HR Lienbacher (1821 – 13 de junio de 1914, por sus actividades en la regulación del río Salzach, otorgado el 3 de abril de 1892).